# Élections législatives de 1986 en Corrèze
Les élections législatives françaises de 1986 ont lieu le 16 mars 1986. Dans le département de la Corrèze, trois députés sont à élire dans le cadre d'un scrutin proportionnel par liste départementale à un seul tour.

## Élus
| Député élu           |  | Parti |
| -------------------- |  | ----- |
| Jacques Chirac       |  | RPR   |
| Jean Charbonnel      |  | RPR   |
| Jean-Claude Cassaing |  | PS    |

## Résultats

### Résultats à l'échelle du département
| Liste Parti politique | Liste Parti politique                                                                                       | Tête de liste        | Tour unique | Tour unique | Sièges |
| Liste Parti politique | Liste Parti politique                                                                                       | Tête de liste        | Voix        | %           | Sièges |
| --------------------- | --- | -------------------- | ----------- | ----------- | ------ |
|                       | Union de l'opposition républicaine Rassemblement pour la République (UDF)                                   | Jacques Chirac       | 76 121      | 49,70       | 2      |
|                       | Pour une majorité de progrès avec le président de la République Parti socialiste (MRG)                      | Jean-Claude Cassaing | 40 818      | 26,65       | 1      |
|                       | Liste présentée par le Parti communiste français Parti communiste français                                  | Jean Combasteil      | 29 321      | 19,14       | 0      |
|                       | Rassemblement national Front national                                                                       | Gilles du Verdier    | 5 199       | 3,39        | 0      |
|                       | Liste du Mouvement pour un parti des travailleurs Extrême gauche (Mouvement pour un parti des travailleurs) | Henriette Drulioles  | 1 696       | 1,10        | 0      |
|                       | |                      |             |             |        |
| Inscrits              | Inscrits | Inscrits             | 185 165     | 100,00      | 3      |
| Abstentions           | Abstentions                                                                                                 | Abstentions          | 25 492      | 13,77       |        |
| Votants               | Votants | Votants              | 159 673     | 86,23       |        |
| Blancs et nuls        | Blancs et nuls                                                                                              | Blancs et nuls       | 6 518       | 4,08        |        |
| Exprimés              | Exprimés | Exprimés             | 153 155     | 95,92       |        |

### Listes complètes en présence
| Liste Étiquette politique (partis et alliances) | Liste Étiquette politique (partis et alliances)                                                                     | Candidats (et remplaçants éventuels)                                                                                      |
| ----------------------------------------------- | --- | --- |
|                                                 | Union de l'opposition républicaine Rassemblement pour la République - Union pour la démocratie française            | 1. Jacques Chirac 2. Jean Charbonnel 3. Jean-Pierre Bechter ————————————4. Annie Lhéritier 5. Jacques Labrousse           |
|                                                 | Pour une majorité de progrès avec le président de la République Parti socialiste - Mouvement des radicaux de gauche | 1. Jean-Claude Cassaing 2. François Hollande 3. Pierre Diederichs ————————————4. Bernadette Bourzai 5. Eugène Chauchard   |
|                                                 | Liste présentée par le Parti communiste français Parti communiste français                                          | 1. Jean Combasteil 2. Jacques Chaminade 3. Christian Audouin ————————————4. Nicole Grelet 5. Maurice Labrousse            |
|                                                 | Rassemblement national Front national                                                                               | 1. Gilles du Verdier 2. Marie-Madeleine Bonneau 3. André Cessac ————————————4. Annette Laborie 5. Germaine Deguillaume    |
|                                                 | Ni austérité, ni cohabitation, liste d'unité pour le socialisme Mouvement pour un parti des travailleurs            | 1. Henriette Drulioles 2. Antoine Gramond 3. Pierre Boulanger ————————————4. Jean-Pierre Marty 5. Jean-Louis Crouzevialle |